# Кіновсесвіт Marvel: П'ята фаза
П'ята фаза Кіновсесвіту Marvel (КВМ) — серія американських супергеройських фільмів і телесеріалів, створених Marvel Studios і заснованих на персонажах Marvel Comics. До фази увійдуть всі проєкти Marvel Studios з лютого 2023 року по листопад 2024 року. Walt Disney Studios Motion Pictures виступить дистриб'ютором фільмів, а телесеріали виходитимуть на стрімінг-сервісі Disney+. П'ята фаза розпочалась в лютому 2023 року з прем'єрою фільму «Людина-мураха та Оса: Квантоманія», а першим телепроєктом фази став другий сезон мультсеріалу «А що як…?». Кевін Файгі виступає продюсером всіх фільмів і виконавчим продюсером всіх телесеріалів фази.

## Розробка
В 2014 році президент Marvel Studios Кевін Файгі заявив, що у студії є чітке розуміння сюжетних ліній кіновсесвіту до 2028 року і в результаті цього «на порядку денному з'являються проєкти, які повністю відрізняються від картин, що вже вийшли». Під час панелі Marvel Studios на Комік-Коні 2019 року Файгі анонсував фільми та телесеріали Четвертої фази КВМ. Він також повідомив, що ще декілька фільмів перебувають у розробці, зокрема, «Вартові галактики 3», продовження «Капітан Марвел». Після панелі Файгі підтвердив, що ці проєкти входять в Четверту фазу. У листопаді 2019 року третя частина «Людини-мурахи» була запущена в розробку з запланованою датою виходу в 2022 році. У грудні розпочалася робота над другим сезоном анімаційного серіалу «А що як…?».
У квітні 2020 року через пандемію коронавірусу Disney та Marvel Studios оголосили, що весь розклад Четвертої фази зсувається рівно на один фільм вперед; вихід «Капітан Марвел 2» призначили на 8 липня 2022 року. До листопада 2020 року почалася робота над другим сезоном серіалу «Локі», що було офіційно підтверджено в липні 2021 року. У грудні 2020 року американська прем'єра фільму «Капітан Марвел 2» була перенесена на 11 листопада 2022 року, а прем'єра проєкту «Вартові Галактики 3» мала відбутись в 2023 році. Також було офіційно заявлено про те, що в розробці знаходиться «Людина-мураха та Оса: Квантоманія», а також проєкти для Disney+: «Таємне вторгнення» та «Залізне серце». Файгі підкреслив, що «Таємне вторгнення» та «Залізне серце» будуть пов'язані з майбутніми фільмами кіновсесвіту. Нові телесеріали для Disney+, а також «Капітан Марвел 2», «Людина-мураха та Оса: Квантоманія» і «Вартові Галактики 3» стали частиною П'ятої фази. У травні 2021 року було оголошено назву сиквела історії про Капітана Марвел — «Марвели». Крім того, «Людина-мураха та Оса: Квантоманія» і «Вартові Галактики 3» отримали дати виходу в США — 17 лютого і 5 травня 2023 року, відповідно.
До березня 2021 року розпочато роботу над проєктом про Ехо, спінофом серіалу «Соколине око». До кінця квітня стало відомо, що в розробці знаходиться четвертий фільм про Капітана Америку, продовження серіалу «Сокіл та Зимовий солдат» (2021). До червня Marvel Studios почала розробку щонайменше трьох нових анімаційних серіалів. У жовтні 2021 року через затримки прем'єри частини фільмів були знову перенесені: «Марвели» (нова дата в США — 17 лютого 2023 року) і «Людина-мураха та Оса: Квантоманія» (28 липня 2023 року); Однак у квітні 2022 року дати виходу «Марвелів» і «Квантоманії» помінялися місцями через початок пост-продакшну «Квантоманії» і зйомок «Марвелів». У жовтні 2021 року стало відомо про розробку спінофу «ВандаВіжен», присвяченого Аґаті Гаркнесс. Серіали «Ехо» та «Аґата: Ковен хаосу» були офіційно анонсовані в листопаді 2021 року під час Дня Disney+.
У березні 2022 року з'явилася інформація про початок роботи над перезапуском Шибайголови, що підтвердилось в травні того ж року. У червні стало відомо, що розпочато роботу над командним фільмом «Громовержці*». Наприкінці червня Файгі зазначив, що інформація про наступну сагу КВМ з'явиться найближчими місяцями, а Marvel Studios буде «трохи більш прямолінійною» у своїх планах на майбутнє, щоб представити глядачам «ширшу картину, [аби вони] змогли побачити лише крихітний шматочок майбутнього», слідуючи підказкам у Четвертій фазі. На панелі Marvel Studios на Комік-Коні в Сан-Дієго в липні 2022 року Файгі оголосив, що «Чорна пантера: Ваканда назавжди» завершить Четверту фазу, а наступні фільми та серіали стануть частиною П'ятої фази: «Людина-мураха і Оса: Квантоманія», «Вартові Галактики 3», «Марвели», «Таємне вторгнення» та «Залізне серце». Другий сезон «Локі», «Ехо» та «Аґата: Ковен хаосу» також увійдуть у нову фазу; крім того, Файгі офіційно заявив про розробку серіалу «Шибайголова: Народжений заново» і фільмів «Капітан Америка: Прекрасний новий світ» та «Громовержці*». Президент Marvel Studios оголосив, що П'ята фаза, поряд з Четвертою і Шостою, стане частиною Саги Мультивсесвіту. За день до того було оголошено, що другий сезон мультсеріалу «А що як…?» також увійде у фазу. Файгі заявив, що багато проєктів Четвертої та П'ятої фаз, а також натяки та пасхалки в сценах після титрів пов'язані та приведуть до завершення «Саги Мультивсесвіту», проте деякі з них залишаться автономними. У вересні 2022 року також пройде панель Marvel Studios на виставці D23.

## Фільми
| Фільм                                  | Дата виходу (США) | Режисер(и)  | Сценарист(и)                                     | Продюсер(и)                            | Статус |
| -------------------------------------- | ----------------- | ----------- | ------------------------------------------------ | -------------------------------------- | ------ |
| Людина-мураха та Оса: Квантоманія      | 17 лютого 2023    | Пейтон Рід  | Джефф Лавнесс                                    | Кевін Файгі                            | Вийшов |
| Вартові галактики 3                    | 5 травня 2023     | Джеймс Ганн | Джеймс Ганн                                      | Кевін Файгі                            | Вийшов |
| Марвели                                | 10 листопада 2023 | Ніа Дакоста | Меган Макдоннелл                                 | Кевін Файгі                            | Вийшов |
| Дедпул і Росомаха                      | 26 липня 2024     | Шон Леві    | Ретт Риз, Пол Вернік, Зеб Веллс і Раян Рейнольдс | Кевін Файгі, Раян Рейнольдс і Шон Леві | Вийшов |
| Капітан Америка: Прекрасний новий світ | 14 лютого 2025    | Джуліус Она | Малкольм Спеллман і Далан Массон                 | Кевін Файгі                            | Вийшов |
| Громовержці*                           | 1 травня 2025     | Джейк Шреєр | Ерік Пірсон                                      | Кевін Файгі                            | Вийшов |